# Jonathan Danty
Jonathan Danty (* 7. října 1992 Paříž) je francouzský ragbista hrající na tříčtvrtce za francouzský klub La Rochelle, s kterým vyhrál v sezonách 2021-2022 a 2022-23 Evropský pohár mistrů. V roce 2015 vyhrál francouzskou ligu s klubem Stade Francais a byl vyhlášen nejlepší nováčkem ligy. V sezoně 2021/22 byl zvolen do nejlepší sestavy roku francouzské ligy jako hráč La Rochelle.
S francouzskou reprezentací vyhrál Six Nations 2022. V únoru 2016 si připsal reprezentační premiéru proti Itálii a v listopadu 2020 proti stejnému týmu položil i první reprezentační pětku. Zúčastnil se MS 2023. Jeho rodiče pocházejí z Guadeloupe.